# TVLM 513-46546
TVLM 513-46546 — коричневий карлик у сузір'ї Волопаса. Для нього характерне інтенсивне випромінювання з частотою 95 ГГц. Виявлений телескопом ALMA. Астрофізики з Гарварду відзначили, що такий процес сяйва від червоного карлика подібний сонячним спалахам. Встановлено, що яскравість TVLM 513-46546 в десять тисяч разів більше яскравості Сонця в тому ж діапазоні.
Зірка має масу, в 90 разів більше маси Юпітера (або 9 відсотків маси Сонця) і розрахунковий радіус 11 відсотків від радіуса Сонця (зірка майже розміром з Юпітер). Можливий супутник з невизначеною масою. Передбачають, що зірка може мати планетну систему (до 2-10 мас Юпітера), з орбітальними періодами, що охоплюють між 1 і 15 днів.

## Інтернет-ресурси
- www.stecf.org STECF
- Special Stars [Архівовано 21 березня 2013 у Wayback Machine.]
- Image TVLM513-46546